# Liste der Monuments historiques in Boinville-le-Gaillard
Die Liste der Monuments historiques in Boinville-le-Gaillard führt die Monuments historiques in der französischen Gemeinde Boinville-le-Gaillard auf.

## Liste der Bauwerke
| Bezeichnung                       | Beschreibung              | Standort                | Kennzeichnung | Schutzstatus | Datum | Bild           |
| --------------------------------- | ------------------------- | ----------------------- | ------------- | ------------ | ----- | -------------- |
| Kirche Notre-Dame de l’Assomption | Erbaut im 12. Jahrhundert | (Lage)                  | PA00087372    | Inscrit      | 1950  | weitere Bilder |
| Obelisk                           |                           | La Croix Boissée (Lage) | PA00087373    | Inscrit      | 1950  | weitere Bilder |